# Полевое (Приморский край)
Полево́е — село в Лесозаводском городском округе Приморского края.

## География
Село Полевое — спутник города Лесозаводск, примыкает к его юго-восточной окраине.
Восточнее села проходит железная дорога.

## Население
| 2002 | 2007 | 2010 |
| ---- | ---- | ---- |
| 904  | ↘851 | ↘794 |

## Улицы
| - ул. Дзержинского, - ул. Закарпатская, - ул. Ивановская, - ул. Карьер Уссури, - ул. Молодёжная, | - ул. Новая, - ул. Советская, - ул. Совхозная, - пер. Широкий, - ул. Энергетиков. |

## Экономика
Жители занимаются сельским хозяйством.

## Инфраструктура
В окрестностях села находятся дачные участки жителей Лесозаводска.